# 834 هـ
834 هـ هي سنة في التقويم الهجري امتدت مقابلةً في التقويم الميلادي بين سنتي 1430 و1431.

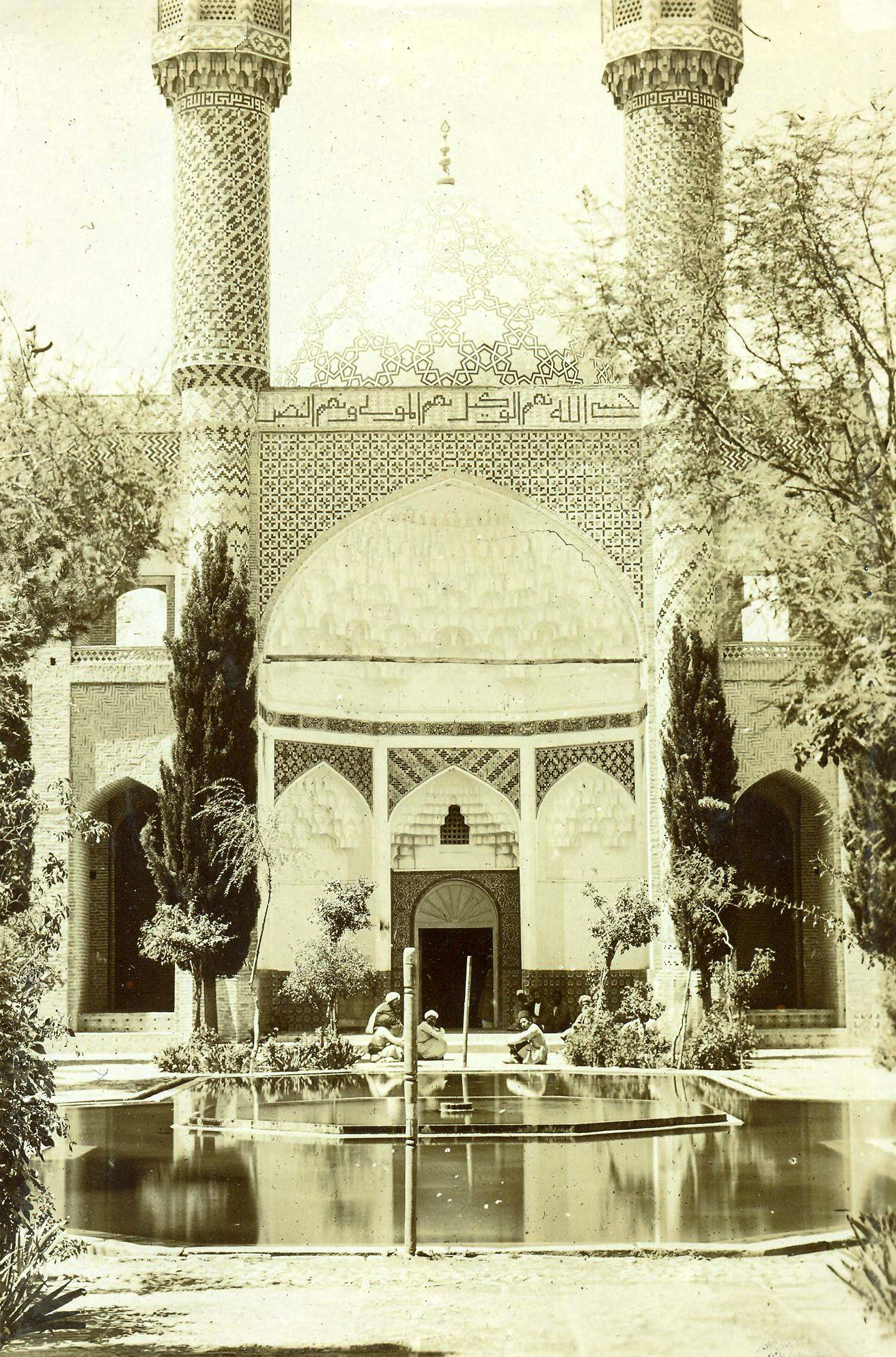
ضريح نعمة الله ولي

## وفيات
- نعمة الله ولي